# دوك واتسون
دوك واتسون (بالإنجليزية: Doc Watson) هو عازف بانجو ومغن مؤلف ومغني وموسيقي وعازف قيثارة وملحن وفنان الشارع أمريكي، ولد في 3 مارس 1923 في Deep Gap, North Carolina ‏ في الولايات المتحدة، وتوفي في 29 مايو 2012 في وينستون-سالم في الولايات المتحدة.

## وصلات خارجية
- الموقع الرسمي
- دوك واتسون على موقع IMDb (الإنجليزية)
- دوك واتسون على موقع الموسوعة البريطانية (الإنجليزية)
- دوك واتسون على موقع ميوزك برينز (الإنجليزية)
- دوك واتسون على موقع رولينغ ستون (الإنجليزية)
- دوك واتسون على موقع إن إن دي بي (الإنجليزية)
- دوك واتسون على موقع أول ميوزيك (الإنجليزية)
- دوك واتسون على موقع ديسكوغز (الإنجليزية)
- دوك واتسون على موقع قاعدة بيانات الفيلم (الإنجليزية)